# A Viúva Virgem
A Viúva Virgem é um filme brasileiro lançado em abril de 1972,  dirigido por Pedro Carlos Rovai, e produzido pela Sincrocine. O filme teve um público de 2 635 962 espectadores, sendo o terceiro mais assistido de 1972. Canção-tema "Uai,uai Coronel" de Carlos Imperial, interpretada por Angelo Antônio.

## Sinopse
O coronel Alexandrão é um rico fazendeiro de Minas Gerais que morre na lua-de-mel, deixando viúva (e virgem) a jovem Cristina. Para superar a tristeza, ela vai para o Rio de Janeiro passar uns tempos, no apartamento que herdara do coronel.
O imóvel, porém, fora invadido por Constantino, sua irmã Tamara e o amante dela, Paulinho. Antes de Cristina chegar, o grupo desocupa o apartamento, mas Constantino resolve conquistar a viúva e dar o golpe do baú. Para isso, passa-se por milionário. O fantasma do coronel, porém, não está disposto a permitir que outro homem se aproxime de sua amada.

## Elenco
- Adriana Prieto	 .... Cristina
- Jardel Filho	 .... Constantino
- Carlos Imperial	 .... coronel Alexandrão
- Marcelo Costa Santos	 .... Paulinho (creditado como Marcelo)
- Darlene Glória	 .... Tamara
- Sônia Clara	 .... Janete
- Henriqueta Brieba	 .... tia Diná
- Roberto Marquis...Zé (creditado como Teobaldo)
- Álvaro Aguiar      .... Geraldo
- Ibanez Filho	 .... Furunga
- Meiry Vieira           ....Beatriz
- Carlos Prieto	        .... Adamastor
- Neneu	                .... Nenéo
- Otávio Augusto	 .... cineasta
- Flávio Chaves	        .... sacristão
- José Milfont	        .... tabelião
- Samuel Gassman	       .... porteiro
- Janete Blati	        .... modelo
- Mário Telles           .... garçom
- Jota Gomes	        .... velho
- Júlia Lima	        .... enfermeira
- José Lewgoy	 .... padre (participação especial)
- André José Adler	 .... psicanalista
- José Augusto Branco...delegado (participação especial)
- Wilson Grey...zelador (participação especial)
- Lenoir Bittencourt (participação especial)

## Principais prêmios e indicações
Prêmio Governador do Estado de São Paulo - 1972
- Melhor ator coadjuvante: Carlos Imperial
- Melhor música: Carlos Imperial

Instituto Nacional do Cinema
- Prêmio Coruja de Ouro: melhor música (Carlos Imperial)